# Escola Superior de Saúde do Instituto Politécnico do Porto

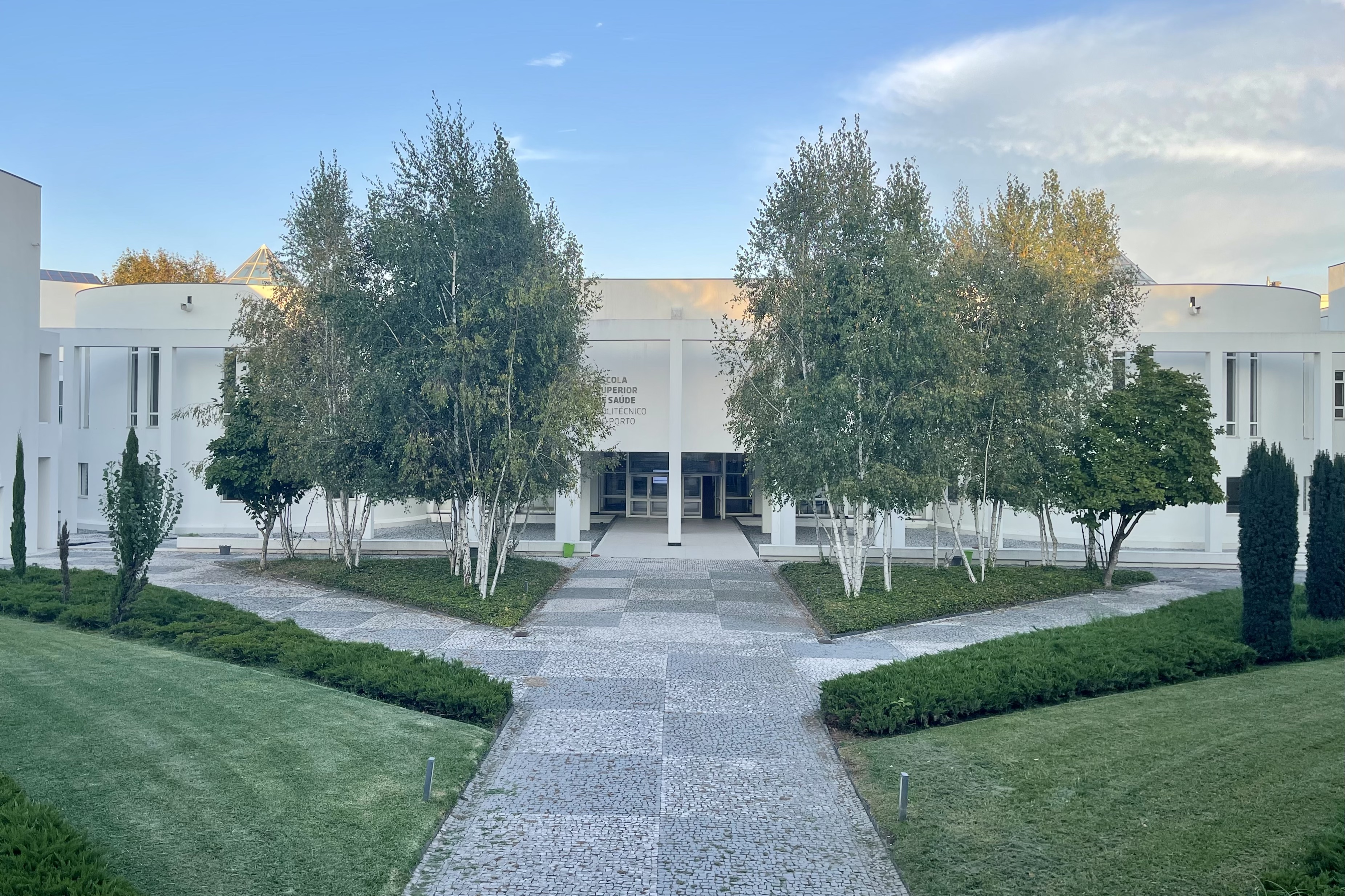
Edifício principal da Escola Superior de Saúde do Porto (Politécnico do Porto)

A Escola Superior de Saúde do Instituto Politécnico do Porto (E2S) é uma das unidades orgânicas do Instituto Politécnico do Porto. A sua vocação é o ensino superior nas áreas da Saúde, de Diagnóstico e Terapêutica.
A Escola Superior de Saúde teve início em 1980, na então designada Escola Técnica dos Serviços de Saúde do Porto, ainda sob a tutela do Ministério da Saúde.
Com o desenvolvimento Tecnológico em Saúde, a formação técnica passou ao grau de formação superior. Os cursos desta instituição foram integrados no sistema educativo nacional, ao nível do Ensino Superior Politécnico. A escola muda a sua designação para Escola Superior de Tecnologia da Saúde do Porto e, novamente, em 2016 para Escola Superior de Saúde. 
Em 2004 a instituição integra o Instituto Politécnico do Porto, mas só em 2006 é reconhecida formalmente como uma unidade orgânica deste instituto.
Atualmente, localiza-se no Pólo Universitário da Asprela, a par com outras unidades orgânicas e com a gestão do Politécnico do Porto. 
Todas os cursos estão de acordo com o Processo de Bolonha.
Em 2023, com o objetivo de se destacar das demais escolas de Saúde, adotou a sigla E2S como marca institucional, tendo adaptado toda a sua linha gráfica em torno desta nova designação.  

## Campus
O Campus da E2S conta com 10 edifícios, sendo estes organizados da seguinte forma:
Edifício 1 – Gabinetes de Docentes e Salas de Reuniões, Centro de Informática, Ginásios de
Fisioterapia, Laboratórios de Terapia Ocupacional e Salas de Aula.
Edifício 2 – Laboratórios nas áreas de Audiologia, Cardiopneumologia, Neurofisiologia e
Terapia da Fala, Bar e Área Versátil
Edifício 3 – Auditório Magno, outros Auditórios e Salas de Aula, Presidência, Serviços de Apoio à Presidência, Conselho Técnico-Científico, Conselho Pedagógico, Secretariado
Edifício 4 – Biblioteca e Sala de Estudo da Biblioteca
Edifício 5 – Associação de Estudantes, Salas de Aula e de Informática, Laboratórios nas áreas
de Análises Clínicas e Saúde Pública, Anatomia Patológica, Biologia Celular e Histologia,
Ciências Funcionais, Farmácia, Polivalente e Saúde Ambiental, Área de apoio ao estudo,
Auditório 3, Laboratórios nas áreas de Biotecnologia Medicinal, Física, Medicina Nuclear,
Ortóptica, Polivalente e Química
Edifício 6 – Praça de Alimentação
Edifício 7 – Salas de Aula e Laboratórios nas áreas de Radioterapia e Radiologia
Edifício 8 – Clínica Pedagógica E2S | P. PORTO, Gabinete de Apoio ao Estudante, Laboratórios,
Centro de Investigação em Saúde e Ambiente (CISA), Salas de Aula, Laboratório de Osteopatia,
Estúdio de Saúde e Bem-Estar E2S
Porto Research and Innovation Health Unit (PRIHU) – Sala de Atos, Sala Principal de Co-Working, Laboratórios e Centro de Investigação em Reabilitação (CIR)
Porto Research, Technology & Innovation Center (PORTIC) – Salas de Aula e Centro de Investigação em Saúde Translacional e Biotecnologia Médica (TBIO).

## Estudos
Os estudos na E2S tem uma oferta formativa diversificada dividindo-se em Ano Zero, 10 Cursos Técnicos Superior Profissional, 14 Licenciaturas, 13 Mestrados, 3 Programas Doutorais em Parceria e Pós-Graduações.
Atualmente, as Licenciaturas são em regime diurno e podem ser frequentadas em regime de tempo parcial. A maioria das Licenciaturas têm uma duração mínima de 4 anos, à exceção de Biotecnologia Medicinal e Saúde Digital que têm uma duração de 3 anos.
Os Mestrados são ministrados em regime diurno e pós-laboral e têm a duração de 2 anos. Em 6 dos Mestrados, os estudantes podem escolher uma especialização no fim do primeiro ano.
O Mestrado Euro-Asiático em Tecnologia Médica e Negócios em Saúde (EMMaH) é um ciclo de estudos com a possibilidade de financiamento Erasmus Mundus e da Université Franco-Allemande. É resultado de um consórcio com mais 3 instituições: University of Lille (França), Hamburg University of Applied Sciences (Alemanha) e Taipei Medical University (Taiwan).
Os Programas Doutorais têm protocolos estabelecidos com diferentes universidades, nomeadamente a Universidade de Vigo, a Universidade da Corunha a Universidade de Salamanca e a Universidade do Porto.

## Serviços da E2S

### Área de Académicos, Alumni[2]e Atividades na Comunidade
No serviço de Gestão Académica faz-se a gestão de todos os estudantes da escola, nomeadamente: matrículas, inscrições, informações sobre frequência, aproveitamento escolar, pagamento de propinas ou outras questões. 

### Gabinete de Relações Externas e Cooperação[3]
A E2S | P.PORTO é um ponto de partida para abraçar outras experiências através dos programas de mobilidade. O Erasmus+ é um programa com muito sucesso e reconhecimento além fronteiras. 
Com a ajuda do Gabinete de Relações Externas e Cooperação, é possível planear a saída para o país escolhido.

### Serviço de Documentação e Informação[5]
Na Biblioteca da E2S encontra recursos especializados na área da Saúde, seja na coleção de mais de 8 mil livros físicos, ou através das bases de dados científicas.

### Gabinete de Apoio ao Estudante[6]
O Gabinete de Apoio ao Estudante presta apoio psicológico aos estudantes em assuntos da sua vida pessoal e social, académica e vocacional/da carreira. 
As formas de intervenção mais comuns são a consulta psicológica individual, as workshops e intervenções em grupo e a consultoria. Genericamente, procura contribuir para o bem-estar, o desenvolvimento pessoal e social, a saúde psicológica e o sucesso académico dos estudantes ao longo do seu percurso na E2S.

## Comunidade da ESS

### Associação de Estudantes[7]
A Associação de Estudantes da Escola Superior de Saúde (aeESS) é gerida por estudantes e para estudantes. Esta associação representa os estudantes e é um espaço de partilha de experiências a que pode aceder a qualquer momento. 

### Grupos Académicos e Musicais
A ESS | PPORTO conta com três grupos de música académica.
Fundada em 1995, a TunaTS é a tuna masculina que representa a escola. Na sua história conta com a participação em vários eventos académicos, festivais e outras presenças em várias iniciativas.
Em 1996 surge a Tesuna, a tuna feminina. Estas estudantes também participam em vários eventos académicos e não só, representam a escola com muita garra e orgulho.
Mais recentemente, um grupo de estudantes juntou-se para formar o Grupo de Fados Salutaris. Apesar de só existirem desde 2017, estes estudantes são muito ativos na comunidade académica e representam uma diversificação nos grupos académicos musicais da escola.

### Clínica Pedagógica[8]
A Clínica Pedagógica E2S | P.PORTO é uma estrutura de carácter científico-pedagógico dentro da escola (E.8.). Os principais objetivos da Clínica são proporcionar aos estudantes um contexto de elevado valor formativo e apoiar a Comunidade que os rodeia.
A Clínica conta com os melhores profissionais e professores nas suas áreas de especialização clínica para a prestação de serviços de saúde personalizados e de qualidade. Estes serviços estão à disposição dos estudantes. 

### Centros de Investigação[9]
A E2S | P.PORTO tem três centros de investigação: Centro de Investigação em Reabilitação (CIR), Centro de Investigação em Saúde e Ambiente (CISA) e o Centro de Investigação em Saúde Translacional e Biotecnologia Médica (TBIO).
Estes espaços contribuem para o avanço da ciência e tecnologia, participando em projetos de investigação científica nacionais e internacionais e estabelecendo protocolos de cooperação com várias instituições.
Nestes centros juntam-se professores, estudantes e investigadores e materiais adequados ao desenvolvimento das suas atividades pedagógicas e científicas, no âmbito de projetos autónomos ou em parceria com outras instituições.

### Programa de Mentoria
O Programa Mentoria na E2S | P.PORTO (MESS) é uma iniciativa do Conselho Pedagógico da Escola Superior de Saúde, que conta com o apoio da Associação de Estudantes da Escola Superior de Saúde (aeESS). 
É um programa interpares e voluntário de integração académica, pessoal e social dos estudantes e pretende promover o sucesso educativo, fomentar as relações interpessoais e evitar o abandono e insucesso escolar.